# Réning
Réning (niem. Reiningen) – miejscowość i gmina we Francji, w departamencie Mozela, w regionie Lotaryngia. Według danych na rok 2009 gminę zamieszkiwało 135 osób.